# Paul Herman Buck
Paul Herman Buck (Columbus, 25 agosto 1899 – 1978) è stato uno storico statunitense.

## Biografia
Nato a Columbus, nello stato statunitense dell Ohio, ottenne una bachelor e una Master of Arts nell Ohio State University.  Nel 1922 pubblicò la sua prima opera, nel 1926 e 1927 studiò in Europa, in Francia e in Gran Bretagna, nel 1935 ebbe il Doctor of Philosophy ed in seguito insegnò all'università di Harvard.
Nel 1938 venne premiato con il premio Pulitzer per la storia per The Road to Reunion, 1865-1900.